# Oligosita aequilonga
Oligosita aequilonga är en stekelart som beskrevs av Lin 1994. Oligosita aequilonga ingår i släktet Oligosita och familjen hårstrimsteklar. Inga underarter finns listade i Catalogue of Life.